# HMS Chanticleer (1808)
Pour les autres navires du même nom, voir HMS Chanticleer.
Le HMS Chanticleer est un brick à dix canons de la classe Cherokee de la Royal Navy. Le Chanticleer est mis à l'eau le 26 juillet 1808. Il est utilisé principalement dans les eaux européennes, notamment en mer du Nord, durant les guerres napoléoniennes, et est désarmé en juillet 1816. Il est choisi pour une expédition scientifique dans l'océan Pacifique en 1828. Il en revient dans un état médiocre, et est remplacé par un autre bateau de la classe Cherokee, le HMS Beagle, qui deviendra célèbre puisqu'on l'associera à Charles Darwin. Le Chanticleer est finalement détruit en 1871.

## Source
- (en) Cet article est partiellement ou en totalité issu de l’article de Wikipédia en anglais intitulé « HMS Chanticleer (1808) » (voir la liste des auteurs).